# Беда, Александра Денисовна
Александра Денисовна Беда — советский хозяйственный, государственный и политический деятель. Заслуженный работник культуры РСФСР (1972).

## Биография
Родилась в 1920 году в селе Мосинцы. Член КПСС.
Участник Великой Отечественной войны, комсорг 1802-го зенитного артиллерийского полка ПВО, помощник по комсомолу начальника политотдела штаба Центрального фронта. С 1946 года — на хозяйственной, общественной и политической работе. В 1946—1986 гг. — ответственный работник Гостелерадио СССР, главный редактор Главной редакции радиовещания для молодёжи Всесоюзного радио, генеральный директор программ Всесоюзного радио.
Умерла в Москве в 2018 году.